# Szinapszis

Egy jellegzetes kémiai szinapszis ábrázolása. Nyilak az óramutató járásának megfelelően: postszinaptikus denzitás (tömörülés), feszültség-kapuzott Ca^{2+} csatorna, neurotranszmittert tartalmazó szinaptikus vezikulák, visszaszívó pumpa, receptor, axonvégződés (sárga), szinaptikus rés benne neurotranszmitter (fekete nagykötőjel), dendrit (zöld)

A szinapszisok azok a sejt közötti kapcsolódási helyek, amelyeken keresztül az ingerület egyik sejtről a másikra terjed át, kémiai ingerületátvivő anyagok közvetítésével (kémiai szinapszis), vagy a sejtmembránok szoros kapcsolatainál (macula communicans) közvetlenül a két szomszédos sejt membránján átterjedő ioncsatornák közreműködésével (elektromos szinapszis). Jelen szócikk részletesen csak a kémiai szinapszisokat tárgyalja. Szinapszist általában az egyik neuron axonja hoz létre a másik neuron dendritjével. A két különböző neuronhoz tartozó citoplazmatikus membrán közötti távolság a szinaptikus rés. A szinapszisokban az ingerületet átvezető mediátor acetilkolin vagy más anyag. Az idegvégződések többsége nem effektor vagy receptor, hanem intercalaris (az egyik neuron kapcsolata a másikkal). Magasabb idegi központokban egyetlen neuron közel százezer hozzávezető kapcsolattal rendelkezik, és saját nyúlványaival is sok ezer másik idegsejtet ér el. A szinapszis szót Sherrington és Forbes vezették be 1887-es élettani tankönyvükben.
A szinapszisok a következőképpen osztályozhatóak:
1. Központi – két idegsejt között történik az ingerület átadása
2. Kerületi – idegsejtről
  1. Izomsejtre
  2. Mirigysejtre
  3. Érzősejtre

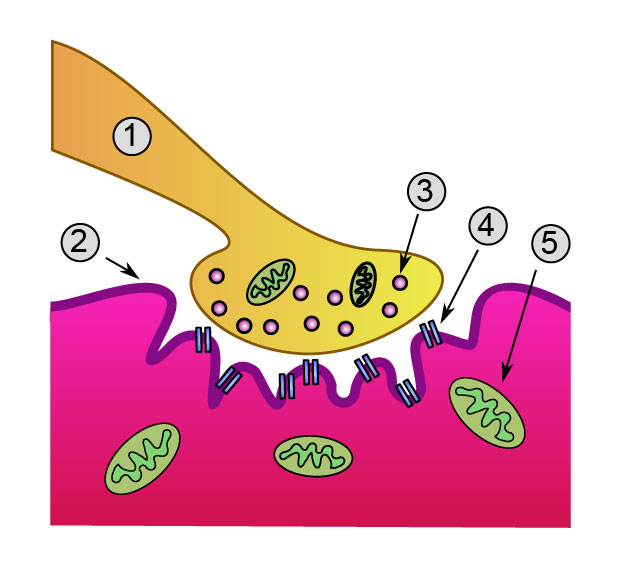
Egy mozgató véglemez képe: 1. ideg, 2. szinaptikus rés, 3. preszinaptikus vezikula, 4. receptor a posztszinaptikus membránon 5. mitokondrium

A központinál a szinapszisokban a két idegsejt soha nem ér össze (bizonyos alacsonyabbrendű fajok kivételével), az egyik idegsejt axonja, a másik idegsejt dendritjének adja át. Amelyik hozza az ingerületet, az a preszinaptikus, amelyik viszi tovább, az a posztszinaptikus. A kettő között rés van, ez a szinaptikus rés. Az axon végén hólyagok találhatók, ebben neurotranszmitterek termelődnek. Ha a hólyagokhoz ér az ingerület, a hólyagok kivándorolnak a szélére, és kiürítik a tartalmukat, exocitózis játszódik le.

## Fajtái
Aszerint, miképp megy át az ingerület:
1. Elektromos – gerincteleneknél. Amikor a preszinaptikushoz odaér az ingerület, innen elektronok ”ugranak” le és az elektronok viszik át a posztszinaptikus idegre az ingerületet. Ekkor a szinaptikus rés egészen kicsi, 2-3 nanométer. Az ingerület oda-vissza haladhat.
2. Kémiai szinapszisok. Gerincesekre jellemző. Az ingerületet vegyi anyagok továbbítják. Ha odaér az ingerület, a preszinaptikus ideg vegyi anyagokat (neurotranszmittereket) választanak ki, amelyek átjutnak a szinaptikus résen és ingerelik/gátolják a posztszinaptikus neuront. Itt a szinaptikus rés akár 20-30 nanométer is lehet. Az ingerület itt csak egy irányban haladhat, ám az ingerületátvivő anyagok (neurotranszmitterek) oda-vissza haladhatnak (anterográd, illetve retrográd üzenetküldés). A visszafelé irányuló transzmissziónak általában szabályozó szerepe van. (A neurotranszmitterek mellett neuromodulátor anyagok is felszabadulnak, amelyek a szinaptikus ingerületáttevődés szabályozásában játszanak szerepet.)
  - Serkentő (excitáló) szinapszis – áthalad az inger
  - Gátló (inhibitor) szinapszis – nem halad át az inger, elakad.

### Kémiai szinapszis neurotranszmitterei
A vegyi anyagokat neurotranszmittereknek nevezzük, ezek (a lista közel sem teljes):
1. Serkentő:
  - Szerotonin
  - Noradrenalin
  - Acetilkolin
  - Hisztamin
2. Gátló:
  - Gamma-aminovajsav
  - Glicin
  - Nanofehérjék

Aszerint is megkülönböztetjük a szinapszisokat, hogy hány idegsejt vesz részt:
1. MONOszinapszis – két idegsejt közötti szinapszis
2. POLIszinapszis – egy idegsejt többnek adja át az ingerületet, vagy több adja át egynek.

## A kémiai szinapszisok fiziológiája
Működésükkel átviszik az ingerületet úgy, hogy ingerlik vagy gátolják a posztszinaptikus idegsejt membránját.
A szinapszisokban a posztszinaptikus idegsejten a membrán nyugalmi potenciál alatt van, −70 mV. A serkentő szinapszisokban lecsökken −50 mV-ra, amikor odaért az ingerület. Megindul a Na+ és Ca2+ ionok vándorlása. A serkentő szinapszisok a dendritekben alakulnak ki, a szinaptikus hólyagok neurotranszmitterei viszik tovább az ingerületet. Ezzel szemben a gátló szinapszisokban a nyugalmi potenciál −70 mV-ja −120 mV-ra emelkedik. Ezek a szinapszisok az axon eredési dombján vannak, itt az ingerület nem halad tovább, mert a neurotranszmitterek ebben az esetben gátló anyagok.
A szinapszisoknál ahogy érkezik az ingerület összeadódik (szummáció), és még erősebb formában halad tovább, ha serkentő. De ha a szinapszis gátló transzmittert is kiad, az is összeadódik, és az halad tovább, amelyik az erősebb. Egy szinapszis lehet gátló és serkentő is egyben, attól függ, hogy milyen neurotranszmittert szabadít fel.
Az ingerület továbbhaladása a szinapszisokban lehet:
1. Divergens – az ingerület szétterjed. Egy preszinaptikus neuron és több posztszinaptikus neuronnak adja át az ingerületet
2. Konvergens – az ingerület több neuronról érkezik, és összeadódik.

Ha a beidegzés ellentéte működésű izomcsoportokra terjed ki, reciprok beidegzésről beszélünk. A végtagokat mozgató izmok (egyéb izomcsoportok mellett) lehetnek:
- Hajlítók – flexor
- Feszítők – extensor

Ennek a két izomcsoportnak ellentétes beidegzése van. Ha a hajlító kap ingert, az összehúzódik, és a feszítő elernyed, és fordítva, ezt nevezzük reciprok beidegzésnek.
Reverberációs kör – időben is terjed az ingerület. Ezek a szinapszisok az agyban jönnek létre, reverberációs körnek nevezzük azt a jelenséget, hogy a kiváltó inger már megszűnt, de az ingerület még köröz.

## A szinapszis struktúrája és fehérjekészlete
A principiális sejtek dendritikus tüskéin (apró kis kitüremkedések) végződő axonok alkotják az emlős agy serkentő (excitatórikus) szinapszisainak nagy részét. Ezzel ellentétben a gátló (inhibitorikus) szinapszisok axonjai a denndritikus nyeleken, sejttesteken vagy az axon iniciális szegmentumokon végződnek. A serkentő szinapszisok posztszinaptikus oldala különbözik az inhibitorikus szinapszis posztszinaptikus oldalától nem csak az itt lokalizálódó neurotranszmitter receptorok tartalmában, hanem a posztszinaptikus oldal morfológiájában, molekuláris kompozíciójában és szerveződésében is. Az excitatórikus szinapszisok nagyobb bősége másrészt egyedi struktúrájuk miatt több irodalmi adat áll rendelkezésre szerkezetükről. Ezen szinapszisok egyik szembetűnő morfológiai és funkcionális egysége a posztszinaptikus denzitás (PSD), amely a dendritikus tüske csúcsán lokalizálódik. Ez az elkektrodenz tömörülés tartalmazza a glutamát receptorokat (AMPAR és NMDAR), amelyek a preszinaptikus oldalon történő neurotranszmitter ürülés (glutamát felszabadulás) hatására aktiválódnak. Továbbá a posztszinaptikus denzitás ad otthont számos idegi-jelátvitelben szereplő molekulának, valamint állványzat fehérjéknek.

## Galéria

Egy típusos központi idegrendszeri szinapszis képe
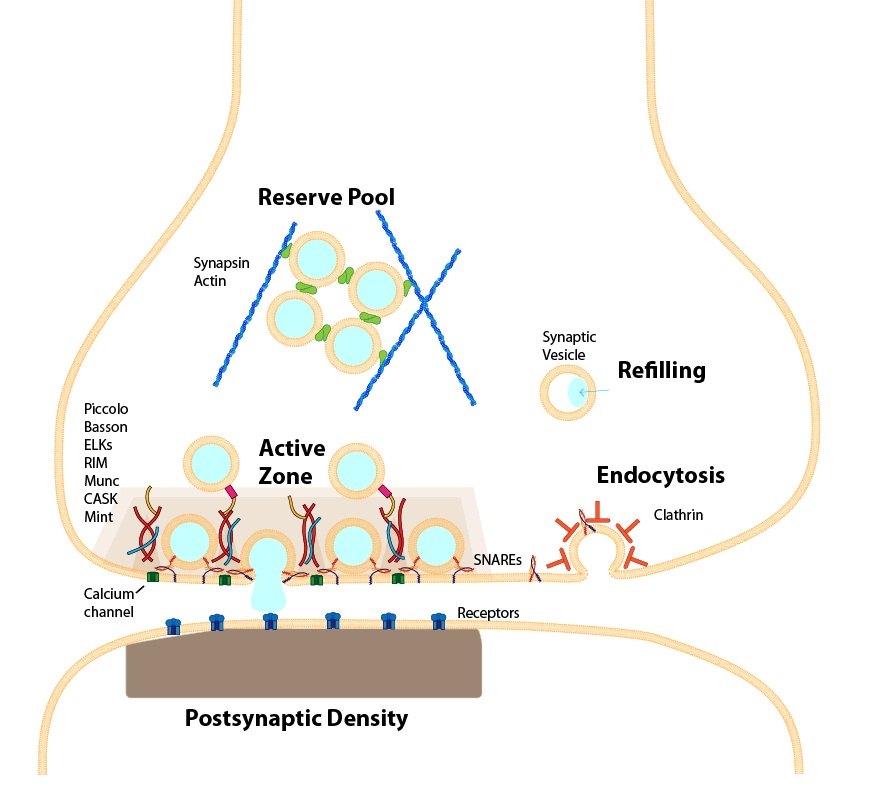
A szinapszis és a szinaptikus vezikulák
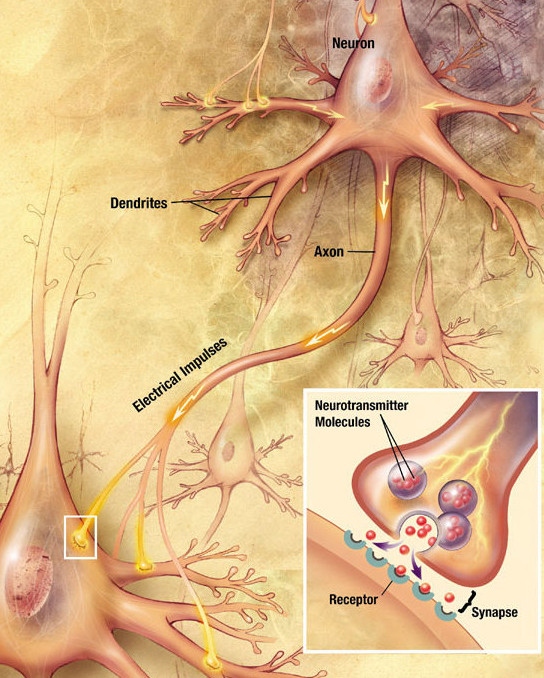
Egy kémiai szinaptikus áttevődés főbb képződményei

## Megjegyzés
(Az idegrendszeren kívül más szöveteknél az ingerület közvetlen elektromos terjedése embernél is kiterjedten előfordul: szívizomsejtek, simaizomsejtek, csillószőrös hengerhám sejtjei között.)